# Арден (Делавэр)
Арден (англ. Arden) — деревня в округе Нью-Касл в штате Делавэр США. По данным переписи 2020 года, численность населения составляла 430 человек.

## Население
| 2000 | 2010 | 2020 |
| ---- | ---- | ---- |
| 474  | ↘439 | ↘430 |